# Dawit Otiaszwili
Dawit Otiaszwili (gruz. დავით ოთიაშვილი; ur. 9 kwietnia 1980) – gruziński zapaśnik walczący w stylu wolnym. Zajął czwarte miejsce na mistrzostwach świata w 2002. Wicemistrz Europy w 2002. Brązowy medalista uniwersjady w 2005. Szósty w Pucharze Świata w 2006. Trzeci na MŚ juniorów w 1999 i 2000. Wicemistrz Europy juniorów w 1999. Mistrz świata kadetów w 1996 roku.